# Jungle Fight 51
O Jungle Fight 51, Intitulado Jungle By Arnold, no Rio de Janeiro, que será, pela primeira vez, palco do Jungle Fight, no ginásio do Botafogo Futebol e Regatas. que chega à sua 51ª edição no dia 26 de abril, às 21h30min, recheado de atrativos. Em viagem ao Brasil para promover seu festival, Arnold Schwarzenegger estará presente para o "soco inicial" do maior evento de MMA da América Latina, que vai se chamar especialmente Jungle By Arnold. Nada melhor, então, que um card estelar para comemorar.Na luta principal, Edmilson "Kevin" e Fabiano "Soldado" disputam o primeiro Jungle Belt dos pesos pena (até 66kg). Outros destaques são os confrontos entre Junior "Abedi", vice-campeão até 57kg em 2012, e Marcos "Cabecinha", e a luta entre Kleber Orgulho e Ricardo "Hulk" (Salomão Ribeiro Vítima de dengue, lutador sai do card e dá lugar a Ricardo "Hulk"), Além da abertura de mais um GP do Jungle Fight, entre pesos-pesados, com William Gigante contra Leandrão Ferreira. O Jungle Fight já realizou quatro edições em 2013, e esta será a segunda no Rio de Janeiro. Na última vez, no JF 49, Lucio Curado derrotou Sean "Cubby" Peters e conquistou o título dos pesos leve (até 70kg). Antes disso, em outubro de 2012, Ildemar "Marajó", hoje no UFC, se sagrou campeão dos médios (84kg).